# Stefan Barczay
Stefan Barczay (* 23. Februar 1911 in Pressburg; † 27. Mai 1947 im Kriegsverbrechergefängnis Landsberg) war ein tschechoslowakischer SS-Sturmmann, der der 1. Wachmannschaft des KZ Mauthausen angehörte. 
Barczay trat zum 5. März 1943 der Waffen-SS bei. Zwischen Mai 1943 und Oktober 1944 sowie von Dezember 1944 bis Mai 1945 war er als Wachmann in den Außenlagern des Konzentrationslagers Mauthausen Eisenerz, Redl-Zipf, Gusen und Linz III tätig. 
Nach Ende des Zweiten Weltkrieges wurde Barczay von einem US-Militärgericht im Mauthausen-Hauptprozess, der im Rahmen der Dachauer Prozesse stattfand, angeklagt. Er wurde beschuldigt, in Redl-Zipf im März 1944 einen französischen Gefangenen mit einem Gewehrkolben geschlagen zu haben. Im Herbst 1944 soll er in Gusen einen jüdischen Gefangenen erschossen haben. Außerdem fanden sich im Todesbuch von Gusen Aufzeichnungen, dass Barczay am 11. August 1943 einen Gefangenen sowie am 19. September 1944 vier Gefangene erschossen habe. Der Beschuldigte gab zu, einen russischen Gefangenen bei einem Fluchtversuch getötet zu haben, bestritt jedoch weitere Erschießungen.
Das Gericht verurteilte Barczay zum Tode durch Hängen. Das Urteil wurde am 27. Mai 1947 im Kriegsverbrechergefängnis Landsberg vollstreckt.